# Okręg wyborczy nr 9 do Senatu Rzeczypospolitej Polskiej (2001–2011)
Okręg wyborczy nr 9 do Senatu Rzeczypospolitej Polskiej obejmował w latach 2001–2011 obszar miasta na prawach powiatu Łodzi oraz powiatów brzezińskiego i łódzkiego wschodniego (województwo łódzkie). Wybierano w nim 2 senatorów na zasadzie większości względnej.
Powstał w 2001, jego obszar należał wcześniej do okręgów obejmujących części województw łódzkiego, piotrkowskiego i skierniewickiego. Zniesiony został w 2011, na jego obszarze utworzono nowe okręgi nr 23 i 24.
Siedzibą okręgowej komisji wyborczej była Łódź.

## Reprezentanci okręgu
| Rok  | Senator komitet wyborczy                 | Senator komitet wyborczy                                         | Senator komitet wyborczy                 | Senator komitet wyborczy                                        |
| ---- | ---------------------------------------- | ---------------------------------------------------------------- | ---------------------------------------- | --------------------------------------------------------------- |
| 2001 |                                          | Zdzisława Janowska KKW Sojusz Lewicy Demokratycznej – Unia Pracy |                                          | Grzegorz Matuszak KKW Sojusz Lewicy Demokratycznej – Unia Pracy |
| 2005 |                                          | Elżbieta Więcławska-Sauk Prawo i Sprawiedliwość                  |                                          | Stefan Niesiołowski Platforma Obywatelska RP                    |
| 2007 |                                          | Krzysztof Kwiatkowski Platforma Obywatelska RP                   | Maciej Grubski Platforma Obywatelska RP  |                                                                 |
| 2011 | okręg zniesiony, patrz okręgi nr 23 i 24 | okręg zniesiony, patrz okręgi nr 23 i 24                         | okręg zniesiony, patrz okręgi nr 23 i 24 | okręg zniesiony, patrz okręgi nr 23 i 24                        |

## Wyniki wyborów
Symbolem „●” oznaczono senatorów ubiegających się o reelekcję.

### Wybory parlamentarne 2001
| Kandydat                                              | Kandydat                | Komitet wyborczy                                   | Głosów  |
| ----------------------------------------------------- | ----------------------- | -------------------------------------------------- | ------- |
|                                                       | Zdzisława Janowska      | KKW Sojusz Lewicy Demokratycznej – Unia Pracy      | 159 173 |
|                                                       | Grzegorz Matuszak       | KKW Sojusz Lewicy Demokratycznej – Unia Pracy      | 130 250 |
|                                                       | Michał Kasiński         | KWW Blok Senat 2001                                | 73 205  |
|                                                       | Ryszard Bonisławski     | KWW Blok Senat 2001                                | 69 401  |
|                                                       | Andrzej Ostoja-Owsiany● | KWW „Forum Obywatelskie Chrześcijańska Demokracja” | 52 967  |
|                                                       | Sławomir Boss           | KWW Sławomir Boss Senatorem Łodzi                  | 34 003  |
|                                                       | Dariusz Szewczyk        | Polskie Stronnictwo Ludowe                         | 28 829  |
|                                                       | Henryk Tomczak          | Polska Partia Socjalistyczna                       | 13 032  |
| Frekwencja: 48,53% Źródło: Państwowa Komisja Wyborcza |                         |                                                    |         |

*Andrzej Ostoja-Owsiany reprezentował w Senacie IV kadencji (1997–2001) województwo łódzkie.

### Wybory parlamentarne 2005
| Kandydat                                              | Kandydat                 | Komitet wyborczy                    | Głosów  |
| ----------------------------------------------------- | ------------------------ | ----------------------------------- | ------- |
|                                                       | Elżbieta Więcławska-Sauk | Prawo i Sprawiedliwość              | 105 672 |
|                                                       | Stefan Niesiołowski      | Platforma Obywatelska RP            | 65 342  |
|                                                       | Grzegorz Matuszak●       | Sojusz Lewicy Demokratycznej        | 49 212  |
|                                                       | Adam Lepa                | Liga Polskich Rodzin                | 46 326  |
|                                                       | Marek Janiak             | KWW Cała Łódź                       | 37 728  |
|                                                       | Maciej Rakowski          | Socjaldemokracja Polska             | 30 413  |
|                                                       | Sławomir Kowalewski      | Samoobrona Rzeczpospolitej Polskiej | 29 303  |
|                                                       | Bogusław Świerczyński    | Platforma Janusza Korwin-Mikke      | 28 181  |
|                                                       | Marek Markiewicz         | Centrum                             | 26 885  |
|                                                       | Renata Nowak             | Partia Demokratyczna – demokraci.pl | 26 064  |
|                                                       | Zbigniew Antoszewski     | KWW Zbigniewa Antoszewskiego        | 13 195  |
|                                                       | Wojciech Gaszyński       | KWW Społeczni Ratownicy             | 12 987  |
|                                                       | Dariusz Szewczyk         | Polskie Stronnictwo Ludowe          | 11 691  |
|                                                       | Włodzimierz Janik        | Inicjatywa RP                       | 4335    |
|                                                       | Zbigniew Dominiak        | Polska Partia Narodowa              | 3640    |
| Frekwencja: 43,62% Źródło: Państwowa Komisja Wyborcza |                          |                                     |         |

### Wybory parlamentarne 2007
| Kandydat                                              | Kandydat                  | Komitet wyborczy                      | Głosów  |
| ----------------------------------------------------- | ------------------------- | ------------------------------------- | ------- |
|                                                       | Krzysztof Kwiatkowski     | Platforma Obywatelska RP              | 164 151 |
|                                                       | Maciej Grubski            | Platforma Obywatelska RP              | 146 688 |
|                                                       | Marek Michalik            | Prawo i Sprawiedliwość                | 105 742 |
|                                                       | Elżbieta Więcławska-Sauk● | Prawo i Sprawiedliwość                | 100 795 |
|                                                       | Grzegorz Matuszak         | KKW Lewica i Demokraci SLD+SDPL+PD+UP | 82 743  |
|                                                       | Maciej Rakowski           | KKW Lewica i Demokraci SLD+SDPL+PD+UP | 74 119  |
|                                                       | Małgorzata Bartyzel       | KWW Prawicy Marka Jurka               | 23 322  |
| Frekwencja: 61,98% Źródło: Państwowa Komisja Wyborcza |                           |                                       |         |